# RCV-9
L'RCV-9 è un veicolo trasporto truppe leggero prodotto da Land Systems OMC (una filiale di BAE Systems) del Sudafrica

## Storia
Fu sviluppato nel 1986 da privati da Sandock-Austral come un veicolo da sicurezza interno, per la protezione di aree ad alto rischio, quali gli aeroporti. Poco dopo la compagnia fu inglobata dalla TFM, e fu fusa con la Reunert Defence OMC nel 1997

### Operatori
- Colombia (60)
- Sudafrica (Servizio di Polizia Sudafricano)